# Hohol
Hohol (Bucephala) je rod kachen hnízdících na severní polokouli. Hnízdí ve stromových dutinách. Bývají zbarveni černobíle, živí se rybami, měkkýši a korýši.
Známe tři druhy:
- hohol severní (Bucephala clangula)
- hohol islandský (Bucephala islandica)
- hohol bělavý (Bucephala albeola)